# Supercoppa ucraina 2018 (pallavolo maschile)
La Supercoppa ucraina 2018 si è svolta il 22 settembre 2018: al torneo hanno partecipato due squadre di club ucraine e la vittoria finale è andata per la seconda volta al Barkom-Kažany.

## Regolamento
Le squadre hanno disputato una gara unica.

## Squadre partecipanti
| Squadra       | Qualificazione                                                     | Ultima partecipazione   |
| ------------- | ------------------------------------------------------------------ | ----------------------- |
| Barkom-Kažany | Vincitrice Superliha 2017-18/Coppa d'Ucraina 2017-2018             | Supercoppa ucraina 2017 |
| BK Novator    | Terza in Superliha 2017-18/Semifinali in Coppa d'Ucraina 2017-2018 | Debutto                 |

## Torneo
| 22 settembre 2018 SK Odjusš, Luc'k Durata: 2h:08 - Spettatori: 520 | Barkom-Kažany | 3 - 2 | BK Novator | 19-25, 25-16, 25-18, 28-30, 15-11 |